# Francesco Franceschi
Francesco Franceschi (Siena, 1530 circa – Venezia, 1599 circa) è stato un editore italiano del Rinascimento.

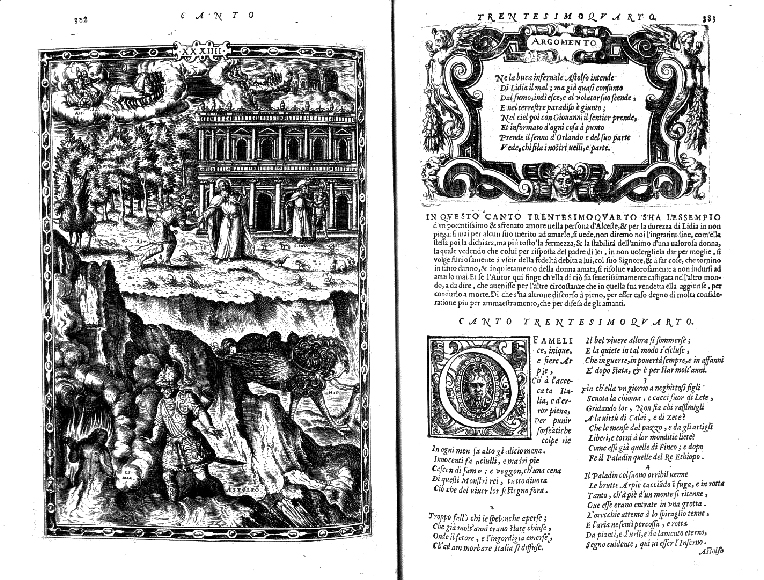
Pagina dal libro stampato da Francesco Franceschi nel 1565, dellOrlando Furioso di Ludovico Ariosto.

Le sue radici erano a Siena, anche se non si conosce la data di nascita, ma la sua attività si svolse a Venezia.

## Biografia
Franceschi fu famoso per l'ottima qualità delle sue stampe, che erano realizzate usando forme in metallo anziché in legno come d'uso a quei tampi. Evelyn Tribble descrive in dettaglio la sua edizione del 1565 dell'Orlando furioso di Ludovico Ariosto, che influenzò diversi editori inglesi, riccamente illustrata ed istoriata con un disegno a tutta pagina inserito prima di ogni canto.
Francesco fu anche famoso per le edizioni di partiture musicali. Secondo il New Grove, egli stampò le opere di Gioseffo Zarlino e diversi volumi di scritti sulla musica. Due suoi parenti, Giovanni Antonio de' Franceschi (che fu attivo a Palermo e Venezia) e Giacomo Franceschi a Venezia, stamparono musiche anche loro.

Marche tipografiche di Francesco Franceschi (da BEIC)
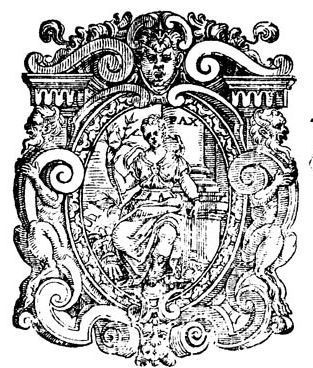
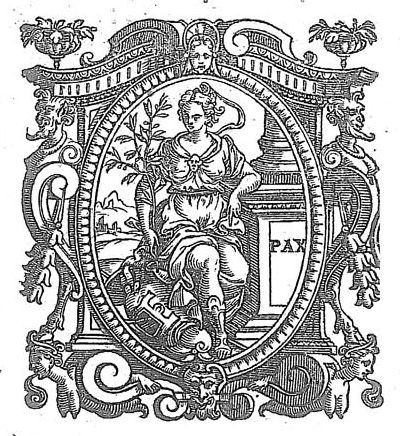
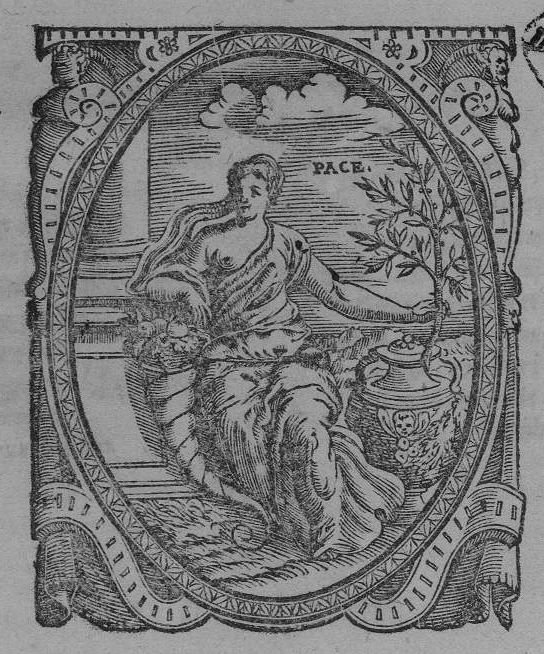